# Ustica (film)
Pour plus de détails, voir Fiche technique et Distribution.
Ustica est un film dramatique et historique italo-belge écrit et réalisé par Renzo Martinelli et sorti en 2016.
Le film est inspiré d'un fait réel connu sous le nom de tragédie d'Ustica dans lequel un avion de ligne s'est écrasé au large de l'île d'Ustica.

## Synopsis
Vendredi 27 juin 1980, le DC-9-15 I-TIGI de la compagnie aérienne italienne Itavia explose en vol près de l'île d'Ustica et sombre à 3 700 m de profondeur dans la mer Tyrrhénienne sans laisser de survivants. Parmi les 81 victimes figure la fille du journaliste Roberta Bellodi. Pour faire la lumière sur l'accident, une commission d'enquête parlementaire est constituée dont un des membres est le député Corrado di Acquaformosa. La femme de Corrado, Valya, pilote d'hélicoptère, est convaincue qu'elle a compris comment la catastrophe est arrivée et tente de convaincre son mari de chercher la vérité.

## Fiche technique
- Titre original : Ustica
- Réalisation : Renzo Martinelli
- Scénario : Renzo Martinelli
- Photographie : Blasco Giurato
- Montage : Thomas Vanthuyne
- Musique : Pivio et Aldo De Scalzi
- Pays d'origine : Italie
- Langue originale : italien
- Format : couleur
- Genre : dramatique, historique
- Durée : 106 minutes
- Dates de sortie :
  - Italie : 31 mars 2016

## Distribution
- Alessia Amendola : Valja (voix)
- Roberto Andreucci : Pilota Domenico Gatti
- Tomas Arana : Fragalà
- Leigh Arnold : Daniela (voix : version anglaise)
- Lubna Azabal : Valja
- Jonis Bashir : Wershefani
- Luca Biagini : Fragalà (voix)
- Declan Brennan : Captain DC9 (voix : version anglaise)
- Otto Buffa : Capitano carabinieri
- Umberto Buttafava : Onorevole DC9
- Giovanni Capalbo : Anatomopatologo
- Simone Castano : Militare #1
- Andrea Chisesi : Onorevole Commissione
- Greta Dari : Benedetta Bellodi
- Yassine Fadel : Fadhal Al Khalil
- Shelagh Gallivan : Madre Dettori
- Paolo Ginocchio : Onorevole DC9
- Ugo Giovannini : Pilota Elicalabria
- Gary Hetzler : (voix additionnelles : version anglaise)
- Nando Irene : Maresciallo carabinieri
- Allan Keating : Radar Officer (voix : version anglaise)
- Grazia la Ferla : Hostess Lamezia
- Marco Leonardi : Corrado di Acquaformosa
- Enrico Lo Verso : Dottor Morabito
- Karla Lyons : Benedetta (voix : version anglaise)
- Dermot Magennis : Corrado di Acquaformosa (voix : version anglaise)
- Christelle Mahy : Medico IML Palermo
- Federica Martinelli : Franca Bellodi
- Ludovica Martinelli : Ragazza Butteri
- Luca Liborio Mazzone : Militare #2
- Danny McElhinney : (voix additionnelles : version anglaise)
- Caterina Murino : Roberta Bellodi
- Gary Murphy : Paco (voix : version anglaise)
- Aoibheann O'Hara : Barbara (voix : version anglaise)
- Fabio Pappacena : Vigile del fuoco
- Letizia Rajola Pescarini : Controfigura Benedetta
- Francesco Prando : Corrado di Acquaformosa (voix)
- Nicole Pravadelli : hostess DC9
- Remie Purtill-Clarke : Franca (voix : version anglaise)
- Bryan Quinn : (voix additionnelles : version anglaise)
- Paco Reconti : Paco
- Dani Samvis : Hostess Bologna
- Enzo Saponara : Expert
- Sandro Scarmiglia : Pastore
- Fabrizio Sergenti Castellani : Nonno Bellodi
- Alessandro Soldati : Uomo servizi
- Luca Soldati : Copilota Enzo Fontana
- Chiara Lo Staglio : Giornalista
- Maria Paola Vagelli : Segretaria Corrado
- Jade Yourell : Roberta (voix : version anglaise)